# Hønefoss
Hønefoss est une ville située dans le Comté de Buskerud, en Norvège. Elle joue le rôle de centre administratif de la municipalité de Ringerike. Elle se trouve à 63 kilomètres au nord-ouest de la capitale Oslo. 
En 1852, Hønefoss reçoit le statut de ville et est séparée de Norderhov. Elle est aujourd'hui pour les populations des communes de Ringerike, Hole et Jevnaker, la ville la plus proche. Hønefoss a célébré ses 150 ans en 2002. À partir de 1964, elle est intégrée à la commune de  Ringerike.
Hønefoss est au nord du lac Tyrifjorden, où la rivière Begna forme les chutes d'Hønefoss, donnant ainsi le nom à la ville. C'est un grand centre industriel du Østlandet, contenant plusieurs catégories d'industries. Au 1er janvier 2015, la ville compte 15 277 habitants. La superficie de la ville est cependant bien plus grande aujourd'hui qu'elle ne l'était en 1852. 

## Étymologie
La ville tient son nom d'une chute d'eau sur la rivière Begna. La première partie du nom est celui d'une ancienne ferme, Hønen (Hœnvin en vieux norrois), la deuxième partie est foss (chute d'eau). L'origine du mot hœn- est inconnue ; vin signifiait « prairie ».

## Économie
Il y a plusieurs usines à Hønefoss, avec la papeterie Norske Skog Follum (en), qui a un impact économique important sur la ville. Cette papeterie, qui est un des plus gros producteurs de papier d'Europe, a ouvert en 1873.

## Sport
Le Hønefoss BK est un club de football évoluant en Tippeligaen.

### Sportifs liés à la commune
- Frode Andresen, biathlète et skieur de cross-country, médaillé d'or olympique.
- Anders Jacobsen, sauteur à ski, plus jeune Norvégien ayant gagné la Tournée des quatre tremplins.

## Culture
Le musée de Ringerike (Ringerikes Museum) est situé dans l'ancien presbytère de Norderhov. Le musée est connu pour sa collection d'icônes, ses pierres runiques et sa collection d'affaires privées de Jørgen Engebretsen Moe, le collecteur de contes populaires et auteur des Norske Folkeeventyr avec Peter Christen Asbjørnsen.
Le presbytère de Norderhov est le théâtre de la bataille de Norderhov (Slaget på Norderhov). Tard dans la soirée du 28 mars 1716, l'armée du roi Charles XII de Suède est confrontée aux forces norvégiennes. Les troupes suédoises se mettent à l'abri dans le vieux presbytère de Norderhov. Anna Colbjørnsdatter, la femme de pasteur Jonas Danilssønn Ramus, réussit à alerter les forces norvégiennes de la présence des Suédois. L'événement lui-même a été publié par Peter Andreas Munch dans son livre Sveriges og Danmarks Historie til Skolebrug (1838). 
Sur le côté nord du pont de ville, est situé le Riddergården, une ancienne ferme bourgeoise datant de 1730 qui était la propriété du directeur de la scierie locale.
Ringerikes Blad est un journal local qui couvre les communes de Ringerike, Hole et Jevnaker. Fondé en 1845, le quotidien est imprimé à Hønefoss à 11 703 exemplaires (chiffres 2012).

## Transports

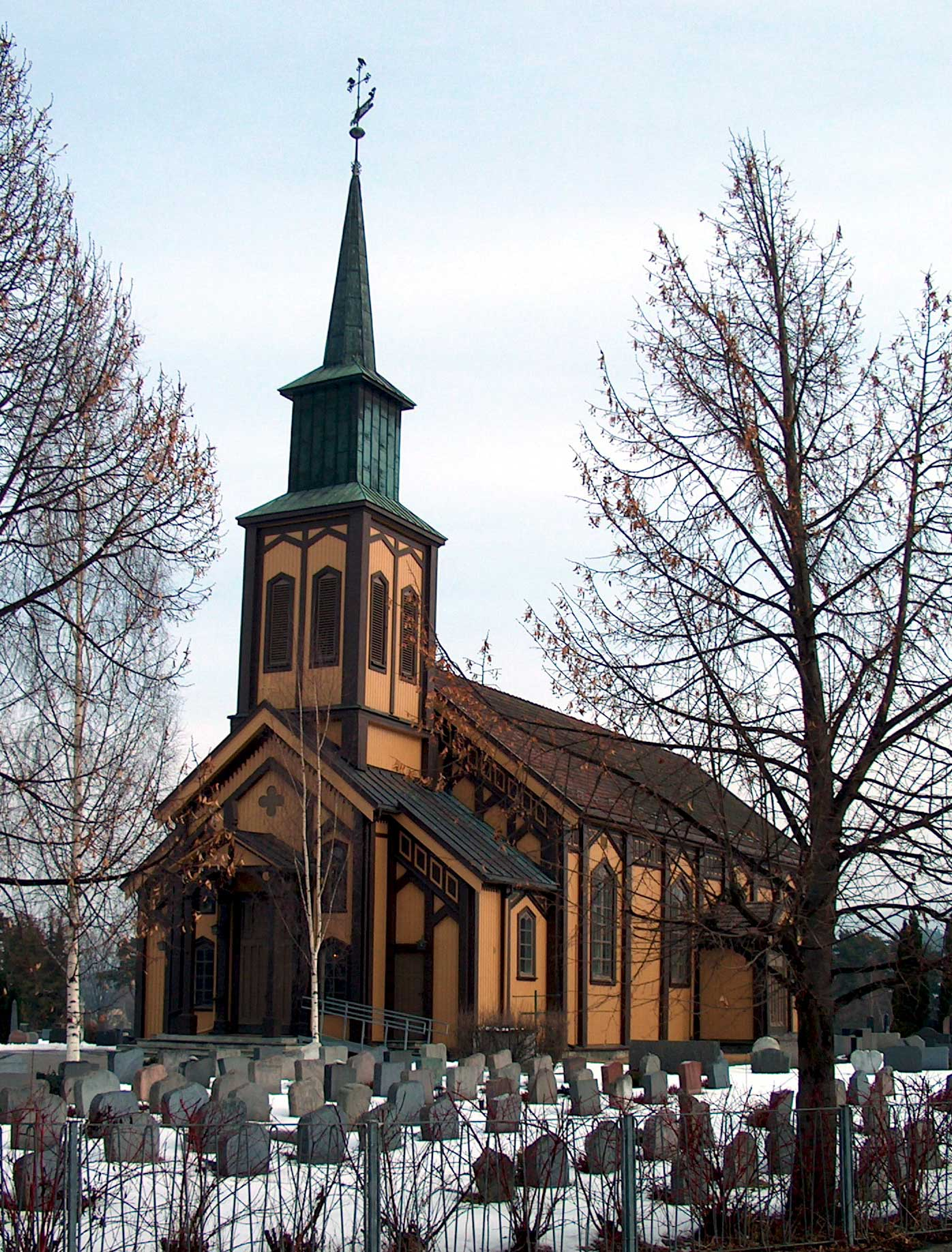
L'église d'Hønefoss en 2005.

La gare d'Hønefoss (en) est connectée à Bergen, Drammen et Oslo par la ligne de Bergen.

## L'église d'Hønefoss
L'église pouvait accueillir environ 350 personnes. Elle avait son propre cimetière, une chapelle d'enterrement, un crématoire et une salle de réunion moderne (mentionnée comme "Kirkestua")

### Histoire
En 1858, Christian Heinrich Grosch (en), l'architecte de l'église, a été embauché pour dessiner les plans de l'église. L'inauguration a eu lieu le 10 décembre 1862. L'église a reçu une nouvelle chapelle qui a été en 1894. L'église a été reconstruite après 1950 et a de nouveau ouvert en 1952,,.

### Feu

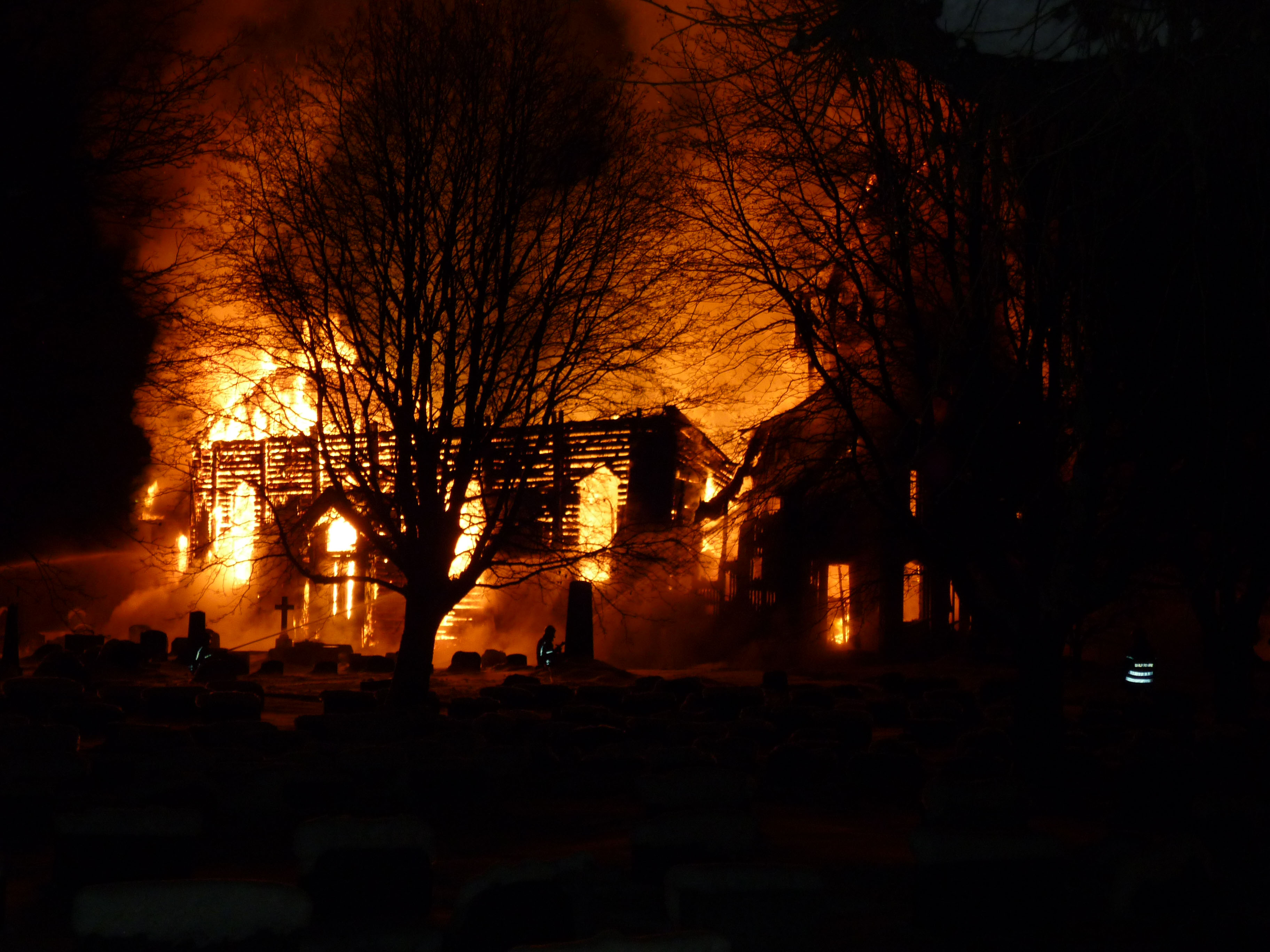
L'église d'Hønefoss en feu.

L'église d'Hønefoss a été détruite lors d'un incendie le 26 janvier 2010.
L'équipe des pompiers d'Hønefoss ont reçu l'avertissement que l'église était en feu le 26 janvier 2010, juste avant 5h. Peu après que l'église ait entièrement brulé, il était clair que sa reconstruction sera inenvisageable. Le clocher, qui mesure 40 mètres, s'est effondré vers 6h.
En novembre 2009, une douzaine d'erreurs ont été trouvées dans les circuits électriques de l'église, et la police a conclu que l'incendie provenait d'un faux-contact au niveau d'un câble.